# Cicindela ancocisconensis
Cicindela ancocisconensis is een keversoort uit de familie van de loopkevers (Carabidae). De wetenschappelijke naam van de soort is voor het eerst geldig gepubliceerd in 1852 door T.W.Harris.